# Гражданское собрание в Сан-Марино (1906)
Гражданское собрание в Сан-Марино прошло 25 марта 1906 года и стало первой ассамблеей домовладельцев в стране за последние три века.
Начиная со средних веков Собрание граждан, или Аренго, имело верховную власть в республике. Однако, начиная с XVII века Собрание для управления страной сформировало Генеральный совет. В свою очередь Генеральный совет в течение веков отказывался собирать Собрание граждан, приняв закон, по которому стало возможно кооптировать членов в совет, и, таким образом, став полностью независимым от Собрания.
В начале XX века Социалистическая партия призвала к реставрации демократии в стране. После некоторой задержки Собрание граждан собралось 25 марта 1906 года в приходской церкви. Домовладельцы должны были ответить на вопросы, должна ли продолжаться практика пожизненного кооптирования членов совета и должен ли состав совета быть пропорциональным населению коммун, которые он представляет. Первое предложение было отвергнуто 90,65% голосов, а второе — поддержано 94,89%. После этого на 10 июня 1906 года были назначены первые в истории Сан-Марино выборы Генерального совета.

## Результаты

### Сохранение кооптирования
Хотите ли Вы сохранить олигархическое кооптирование Совета?
| Выбор                              | Голоса | %     |
| ---------------------------------- | ------ | ----- |
| За                                 | 75     | 9,35  |
| Против                             | 727    | 90,65 |
| Недействительных/пустых бюллетеней | 3      | –     |
| Всего                              | 805    | 100   |
| Зарегистрированных домовладельцев  | 1 477  | 54,50 |
| Источник: Direct Democracy         |        |       |

### Назначение в Совет
Хотите ли Вы равным образом разделить места совета между городом и сельским районом?
| Выбор                              | Голоса | %     |
| ---------------------------------- | ------ | ----- |
| За                                 | 761    | 94,89 |
| Против                             | 41     | 5,11  |
| Недействительных/пустых бюллетеней | 3      | –     |
| Всего                              | 805    | 100   |
| Зарегистрированных домовладельцев  | 1 477  | 54,50 |
| Источник: Direct Democracy         |        |       |